# Grzegorz Baran (piłkarz)
Grzegorz Baran (ur. 23 grudnia 1982 w Przemyślu) – polski piłkarz grający na pozycji obrońcy lub defensywnego pomocnika. Młodszy brat Arkadiusza Barana.

## Kariera klubowa
Karierę piłkarską rozpoczynał w klubie JKS 1909 Jarosław. W roku 2000 przeniósł się do SMS Kraków. Grał też w Cracovii i Górniku Wieliczka. W zimowym okienku transferowym w sezonie 2005/2006 przyszedł do drugoligowego wówczas Ruchu Chorzów, gdzie szybko stał się podstawowym graczem. W ekstraklasie zadebiutował 27 lipca 2007 roku w spotkaniu z Groclinem Grodzisk Wielkopolski. We wrześniu 2009 został kapitanem Ruchu Chorzów, zastępując w tej roli Wojciecha Grzyba. W czerwcu 2010 Ruch zdecydował o nieprzedłużeniu z Baranem kontraktu, a niedługo później piłkarz podpisał trzyletnią umowę z GKS-em Bełchatów.